# Invasión mongola de Java
El intento de Invasión mongola de Java durante el reinado de Kublai Khan en 1293 una gran flota mongol intentó invadir la rica isla de Java. Tras varios contactos comerciales durante el siglo XIII, el emperador mongol ordenó a los reyes musulmanes de la isla que le pagaran tributo como sus vasallos, pero los isleños se negaron. Este caso fue similar al de las fallidas invasiones al Japón unos años antes en la que también fracasaron los mongoles.

## Causas
El emperador mongol mando varios embajadores a varias regiones de Asia que no estaban bajo su directo control exigiendo a cambio de la paz y protección junto con el mantenimiento del comercio que se le pagara tributos como vasallos. Pero el embajador mongol Men Shi o Meng Qi en Java fue mal recibido por el rey de la isla Kertanagara. Tras conquistar el reino Srivijam Sumatra en 1290 el Adapati (duque) de Kederi, Jayakatwang, vasallo del reino Singhasari derrocó y asesinó a Kertanagara.
El nuevo rey cometió abusos y agravios contra los mongoles, por lo que en 1292 ordenó organizar una flota para conquistar aquella isla. La flota se construyó en Fujian, Jiangxi y Hunguang, al sur de China la flota era de más de 1000 barcos con provisiones para un año. La flota partió de Quanzhou y navegó por la costa de Vietnam, Malasia y Sumatra que se sometieron sin luchar. Al mando de la flota estaban Shi-bi, Ike Mese y Gaoxing, generales mongoles.

## La invasión
La flota mongol desembarcó cerca de Tuban, consiguiendo la alianza de las tribus de Wijaya y Kalang. Tras desembarcar los mongoles exigieron sumisión completa al emperador por parte del rey, siendo rechazadas sus rogativas. En el séptimo día, soldados isleños venidos desde Dahanase atacaron Wijaya pero los mongoles les rechazaron. A la jornada siguiente, Ike Mese y Gaoxing tomó el poblado de Dahanase y los defensores huyeron a las montañas.
En el día diecinueve, los mongoles atacan Daha y llegan sus aliados isleños formando una gran fuerza. Las fuerzas locales llegaron a sumar 100 000 hombres, Jayatkatwang se escondió en su palacio, mientras su general Raden Wijaya rechazaba al enemigo. Ante una nueva ofensiva isleña, los soldados mongoles perdieron el orden y se dispersaron en su apuro por volver a la flota, tras llegar los últimos grupos de sobrevivientes la flota mongola zarpó antes de ser destruida.

## Consecuencias
La expedición fue un total fracaso, los tres generales mongoles fueron capturados, junto con gran parte del botín y soldados. Los aliados isleños de los mongoles fueron duramente castigados por los isleños. Tras pagar un costoso rescate los prisioneros fueron devueltos, como castigo a su derrota Shibi y Ike Mese fueron desterrados a las estepas, mientras que Gaoxing fue perdonado ya que él se quedó con sus soldados imponiendo orden durante la retirada permitiendo a algunas tropas huir a sus barcos, evitando que el desastre fuera peor de lo que llegó a ser. Esto muestra que los mongoles tenían un gran sentido de responsabilidad y deberes de parte de sus comandantes con su tropas (esto se refiere únicamente a los soldados de origen mongol).[cita requerida] Tras su victoria el reino de Java impuso su hegemonía e influencia a toda Indonesia.